# Nowa Bogacica
Nowa Bogacica (deutsch Karlsgrund) ist ein Ort der Gmina Kluczbork in der Woiwodschaft Opole in Polen.

## Geographie

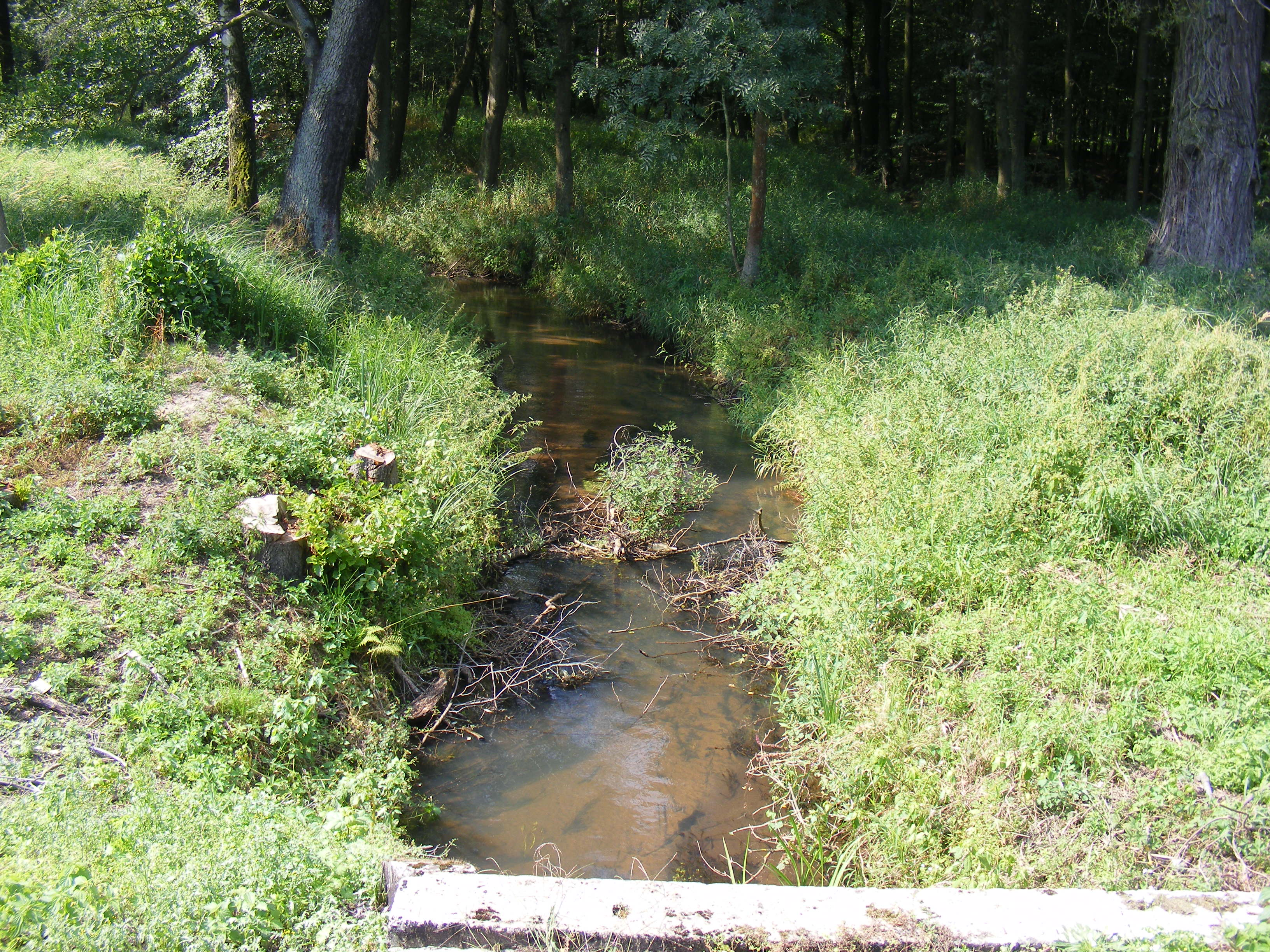
Die Bogacica

Nowa Bogacica liegt im nordwestlichen Teil Oberschlesiens im Kreuzburger Land. Nowa Bogacica liegt rund fünfzehn Kilometer südwestlich vom Gemeindesitz Kluczbork und etwa 41 Kilometer nordöstlich der Woiwodschaftshauptstadt Oppeln.
Südlich des Dorfes fließt die Bogacica. Nowa Bogacica liegt inmitten weitläufiger Waldgebiete, die zum Landschaftsschutzpark Stobrawski gehören.
Nachbarorte von Nowa Bogacica sind im Süden Georgenwerk (poln. Bukowo) und im Norden die zu Nowa Bogacica zählende Kolonie Piece (Vosshütte).

## Geschichte
1845 befanden sich im Dorf 27 Häuser. Im gleichen Jahr lebten in Karlsgrund 262 Menschen, davon 36 evangelisch und 4 jüdisch. 1874 wird der Amtsbezirk Jagdschloss Bodland gegründet, zu dem Karlsgrund zählt.
1933 lebten in Karlsgrund 282 Menschen. Am 1. April 1939 wurde Karlsgrund in die Gemeinde Borkenwalde eingemeindet. Bis 1945 gehörte das Dorf zum Landkreis Rosenberg O.S.
Als Folge des Zweiten Weltkriegs fiel Karlsgrund 1945 wie der größte Teil Schlesiens unter polnische Verwaltung. Nachfolgend wurde der Ort in Nowa Bogacica umbenannt und der Woiwodschaft Schlesien angeschlossen. 1950 wurde es der Woiwodschaft Oppeln eingegliedert. 1999 kam der Ort zum neu gegründeten Powiat Kluczborski (Kreis Kreuzburg).

## Söhne und Töchter des Ortes
- Hubert Egemann (1929–1992), deutscher Politiker

## Sehenswürdigkeiten
- Wegekreuz